# Stuurgeometrie
Stuurgeometrie is bij enkelsporige voertuigen zoals fietsen en motorfietsen het geheel van maten zoals balhoofdhoek, naloop, sprong, lengte van de voorvork en wielbasis die het stuurgedrag bepalen.
Bij meersporige voertuigen zoals trikes, zijspancombinaties en auto's komen daar nog camber, toespoor (uitspoor) en voorloop bij.